# Wola Mielecka
Wola Mielecka község Lengyelországban, Kárpátaljai vajdaságban, Mielec járásban, Mielec községben. Wola Mielecka község székhelye. A község 1975 és 1998 között közigazgatásilag a Rzeszówi vajdasághoz tartozott.

## Története
1405 előtt Borzyszowice és Lasocice falvakat Wola Mielecka néven egyetlen faluvá egyesítették. Még a 15. és 16. században is felváltva használták a Długa Wola és Wola Mielecka neveket, néha a Wola Lasocka (Lasocice faluról) elnevezést is használták. A falu a Gierczycei Jánoshoz tartozott, mentesült az államnak fizetendő adók egy része alól, és megkapta a Wola nevet. A falu 1542-ben a Mielecki család birtokaihoz tartozott.
A 17. század elején a falu tulajdonosa Jan Karol Chodkiewicz volt, aki 1608-ban eladta a falut a topori címeres Zbigniew Ossolińskinak. Azóta a falu az Ossoliński család és a lwówi Ossoliński Alapítvány tulajdonában volt (1945-ig).
Wola Mielecka község Lengyelországban, Podkarpatszkaja vajdaságban, Mielec megyében, Mielec községben. Wola Mielecka község székhelye.
1784-ben Wolában született Józef Maksymilian Ossoliński, aki a lwówi Ossoliński Nemzeti Könyvtár megalapításáról híresült el. Az 1846-os galíciai mészárlás idején a falu a nemesség elleni véres támadások színhelye volt.
Az első világháború idején, 1914 és 1915 között a falu a német és az orosz hadsereg hadműveleteinek helyszíne volt.
1920-ban a faluban megalakult a Falusi Háziasszonyok Köre, az alapítók elhatározták, hogy megszervezik magukat, hogy együtt oldják meg problémáikat és aktívan részt vegyenek a falu közösségében.
A falu 1944 augusztusában nem szabadult fel, mint a Mieleci járás legtöbb faluja. Ekkor még német csapatok állomásoztak itt, és 1944. november 15-én elrendelték a lakosok kitelepítését ingóságaikkal és jószágaikkal együtt. A kastély és az iskola, valamint számos ház és melléképület a szovjet bombázások során leégett. 1945 tavaszán földreformbizottságot neveztek ki a faluban, amely hozzálátott a Wola Mielecka-i uradalom felparcellázásához.
1968-ban megkezdődött egy garázs, majd egy tűzoltóház építése, amely végül 1976-ban fejeződött be.

## Itt születtek, itt éltek
- Józef Maksymilian Ossoliński - lengyel író, irodalomtudós és a felvilágosodás kulturális aktivistája, a lwówi Ossoliński Nemzeti Intézet alapítója 1817-ben itt született.
- Jan Bączyński (1882–1947) - az általános iskolát Mielecben, a középiskolát Tarnówban végezte, ahol 1909. június 29-én pappá szentelték. Plébános volt a Bochnia melletti Trzcianában és katekéta Pilznóban. 1920-tól plébános volt Krościenko nad Dunajcemben. 1932-ben dékánhelyettes, majd 1938-ban a Łąckói dékáni kerület dékánja és egyházi vizitátora lett. 1939. szeptember 3-án letartóztatták a német hadsereg elleni tevékenységéért, és Prágában, Berlinben és Stargardban bebörtönözték. Egy házkutatás után ugyanis fegyvereket és lőszert találtak a templomban. P. M. Mátra közbenjárásának köszönhetően 1940. november 28-án szabadult. Hazatérése után Kroscienkóban folytatta plébánosi munkáját. 1947. február 4-én halt meg, és a kroscienkói temetőben temették el. 1925. július 9-én megkapta az Expositorium Canonicale, 1934. július 10-én pedig a Rochettum et Mantolettum kitüntetést.
- Mieczysław Rydel - lengyel tudós, az elektronika és a távközlés specialistája, a Varsói Műszaki Egyetem Elektronikai és Informatikai Karának professzor doktor habilitált mérnöke.
- Józef Rydel - 1900 előtt a wola mieleckai uradalom és birtok tulajdonosa, 1914-től a mielecki kerületi nemzeti bizottság elnökhelyettese, a kerületi tanács marsallja. Józef unokatestvére, Dr. Lucjan Rydel gyakran látogatta a birtokot.
- Roman Broniewski Tarnawa (1810–1889) - az Ossolińskik alapítványi birtokának kezelője Wola Mieleckában; galíciai állami fogoly, 1889. december 20-án halt meg.

## Fordítás
Ez a szócikk részben vagy egészben  a   Wola Mielecka című lengyel Wikipédia-szócikk fordításán alapul.  Az eredeti cikk szerkesztőit annak laptörténete sorolja fel. Ez a jelzés csupán a megfogalmazás eredetét és a szerzői jogokat jelzi, nem szolgál a cikkben szereplő információk forrásmegjelöléseként.